# Lincoln, Illinois
Lincoln là một thành phố thuộc quận Logan, tiểu bang Illinois, Hoa Kỳ. Năm 2010, dân số của thành phố này là 14504 người.

## Dân số
Dân số qua các năm:
- Năm 2000: 15369 người.
- Năm 2010: 14504 người.